# ハーモニー (雑誌)
ハーモニーは、全日本合唱連盟が発行する、合唱を専門に扱う雑誌である。
1971年10月創刊。年4回（1、4、7、10月）発行で、2022年4月発行の号で通巻200号を達成した。編集部は東京・築地の朝日新聞社東京本社内（連盟事務局と同位置）にあり、連盟内のハーモニー編集委員会が編集、発行を担当している。

## 概説
1960年代に合唱を専門に扱う雑誌としては、「合唱界」（全音楽譜出版社→東京音楽社）、「合唱サークル」（音楽之友社）、「旬刊 合唱新聞」（カワイ楽譜）があったが、いずれも1970年までに廃刊となった。この状況に危機感を抱いた全日本合唱連盟理事長・石井歓は、それまで事務連絡に用いていた連盟の会報を、合唱愛好家が広く楽しめるよう雑誌化した。石井は創刊号の巻頭言で「現在の合唱ジャーナリズムは、全く空白の時代です。全国に、これほど多くの合唱を楽しんでいる人々がいるのに、これでよいのでしょうか。この空白をうめることは、みなさんに対しても、社会に対しても全日本合唱連盟の責務だと感じるのです。」と述べ、メディアを通した合唱情報の発信に務める決意を示している。2022年現在、合唱を専門に扱う雑誌としては日本国内では本誌が唯一となっている。
記事はおもに、合唱界の諸問題について考察するアカデミックな記事と、楽しく読みやすい記事の二つに大別される。創刊当初は前述の諸雑誌の流れを汲んで前者のタイプの記事が多かったが、近年は後者のタイプの記事が増えたとされる。
連盟の機関誌という位置付けであり、連盟に加盟する合唱団は、加盟区分や団員数等に応じて所定の冊数の購入が加盟継続の必須要件とされている（すべての都道府県合唱連盟において、年会費とともに本誌の購入代金を納付する旨が規約に定められている）。

## 内容
50年以上続く雑誌のため、掲載内容は時代により大きく変わるが、近年連載が続いている主な記事は以下の通り。
- 巻頭エッセイ
指揮者、作曲家、合唱団員等、自身と合唱との関わりを自由に述べている。
- あらわすひとびと
各分野の「表現者」へのインタビュー。登場する人は合唱とは直接の関わりがない人が多く、多様な表現について考えるコーナーとなっている。初回は第147号の尾崎左永子で、第200号では加賀美幸子。
- 日本の作曲家シリーズ
毎号1人の作曲家を取り上げ、その作曲家との座談会形式で作風や主要作品について考察する。初回は第85号の三善晃。以後連載中断と再開を繰り返し、第200号では大熊崇子。
- 名曲シリーズへのアプローチ
春号に掲載。全日本合唱コンクールすべての課題曲について、曲の成立背景、演奏上の注意点等を解説する。
- 全日本おかあさんコーラス大会全国大会
秋号に掲載。選考委員による座談会形式で、大会の総括と、出場全団体の寸評を述べる。
- 全日本合唱コンクール全国大会
冬号に掲載。審査員による座談会形式で、大会の総括と、出場全団体の寸評を述べる。審査表もすべて公開する。
- JCAニュース
連盟からの事務連絡と、連盟主催の各行事の案内。
- 支部のページ
各地方での合唱の取り組みを紹介する。
- 新刊紹介、CD/DVD紹介
新しく発行された合唱楽譜や、合唱演奏のCD/DVDを取り上げて紹介する。